# Radar jamming

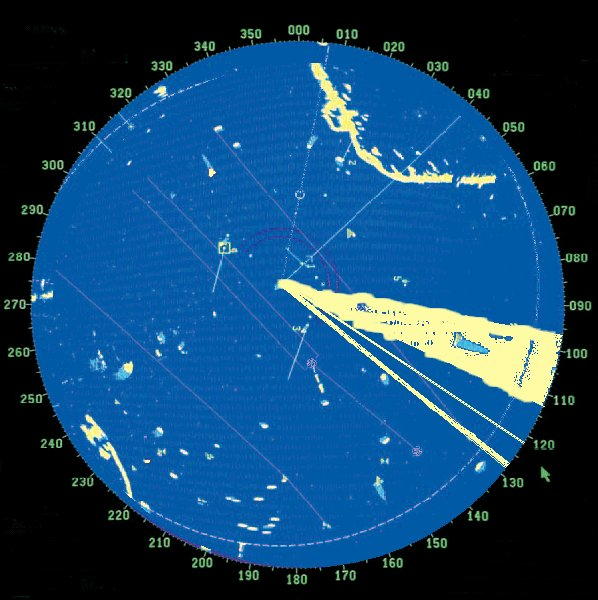
Effetto del radar jamming su un radar navale. Le tre sorgenti di jamming sono posizionate tra i 90 e 130 gradi

Il radar jamming (dall'inglese jam ovvero pasticcio, confusione) è, insieme al decoy e ad altre, una delle tecniche di guerra elettronica del tipo EA "electronic attack" attivo. La vecchia denominazione dell'EA era ECM (electronic countermeasure) contromisure elettroniche. Consiste nell'emissione intenzionale di segnali radio che interferiscono con il funzionamento dei radar saturando il ricevitore con del rumore o fornendo false informazioni agli operatori.
Bersagli del jamming possono essere i radar di scoperta, con lo scopo di non far rilevare agli operatori la presenza di unità in fase di attacco, oppure le testate dei missili a ricerca radar, con lo scopo di deviare dal vero obiettivo l'arma in arrivo.

Esistono due tipi di radar jamming:
- meccanico
- elettronico

## Jamming meccanico
Il jamming meccanico è causato da dispositivi che riflettono una o più volte l'energia inviata dai radar, producendo così falsi bersagli sullo schermo dell'operatore. Il jamming meccanico comprende:
- il chaff,
- i riflettori radar,
- gli ingannatori (decoy).

### Chaff

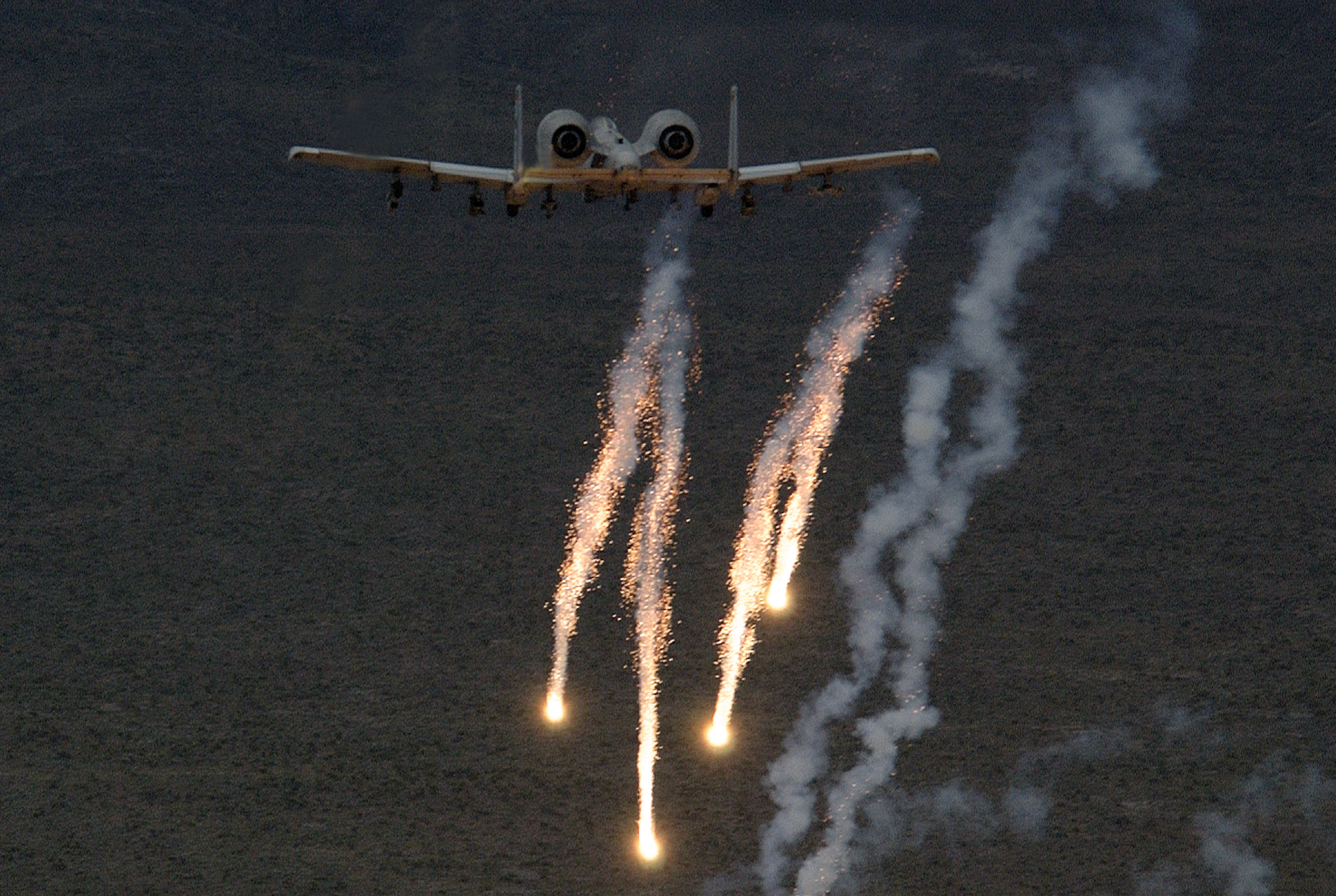
A-10 Thunderbolt dell'USAF mentre rilascia chaff e flares per autoprotezione

Il chaff è fatto di strisce, fili o fibre metalliche di diverse lunghezze che, riflettendo diverse lunghezze d'onda, creano un'area piena di falsi echi radar, in mezzo ai quali diventa più difficile individuare il bersaglio reale. Il chaff viene normalmente utilizzato in grandi quantità, creando delle vere e proprie nuvole o cortine di inganno che, nel caso di utilizzo sistematico per accecare i radar di scoperta, vengono chiamate "corridoi di chaff". Di conseguenza, modernamente viene realizzato per ragioni di peso in alluminio e fibra di vetro ricoperti di materiale plastico, per favorire la separazione tra gli elementi e ostacolare la formazione di nodi e pieghe.

### Riflettori radar
I riflettori radar - in inglese corner reflectors - hanno effetti simili al chaff, ma sono fisicamente molto differenti. Sono costituiti da oggetti conduttivi di forma particolare modellati per riflettere il segnale radar. Essendo più pesanti del chaff, vengono trasportati in quantità inferiori.

### Ingannatori radar
Gli ingannatori radar - in inglese decoy - sono oggetti o dispositivi che servono ad ingannare i radar fornendo un'eco in tutto simile a quella del bersaglio che si vuole nascondere. Per rendere la simulazione più verosimile, in alcuni casi vengono fatti muovere in modo da simulare il comportamento del vero bersaglio. Se sufficientemente fedeli sono particolarmente efficaci, perché possono riempire un radar di falsi obiettivi, consentendo al vero velivolo attaccante di avvicinarsi entro il raggio di tiro delle sue armi. Gli inganni possono avere installati a bordo dei riflettori per farli risultare al radar più grandi delle loro reali dimensioni, migliorando l'illusione che si tratti di un velivolo o di una nave reale. Alcuni inganni sono in grado di generare jamming elettronico o di emettere chaff.

## Jamming elettronico
Il jamming elettronico è una forma di guerra elettronica nella quale una sorgente di disturbo il "jammer" irradia segnali molto forti e concentrati per alterare il funzionamento dei ricevitori dei radar avversari o per confondere i radar di ricerca utilizzati da missili e artiglieria. Le due tecniche principali sono le "tecniche di rumore" e le "tecniche ripetitrici".

### Tecniche di rumore

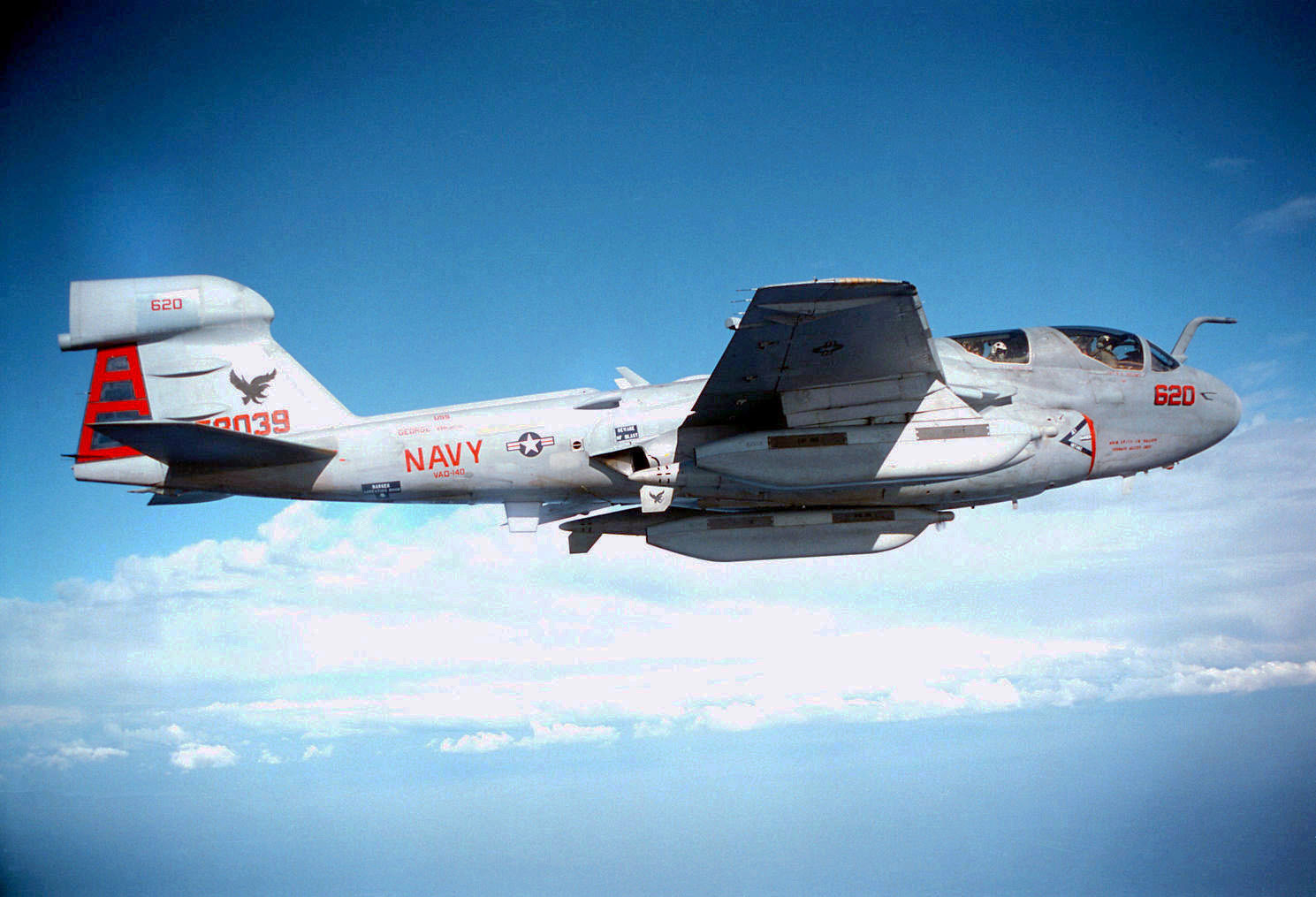
Grumman EA-6B Prowler dell'US Navy. Notare i pod per il jamming sotto le ali

Il "jamming di punto" o spot jamming si ha quando un disturbatore (jammer) focalizza tutta la sua potenza su una singola frequenza. Questa tecnica è in grado di degradare le capacità di detezione di radar di semplice concezione, ma risulta poco efficace nel caso di radar più sofisticati che utilizzano tecniche dette di "agilità di frequenza". Per disturbare questo tipo di radar in grado di cambiare con rapidità la frequenza di trasmissione, sarebbe necessario utilizzare più jammer contemporaneamente, probabilmente non riuscendo nell'intento.
Il "jamming di spazzata" o sweep jamming si ha quando la trasmissione a piena potenza del disturbatore viene fatta variare in frequenza in un intervallo assegnato. In questo modo, si ha il vantaggio di disturbare molte frequenze in successione, ma di contro il disturbo non avviene contemporaneamente su tutte le frequenze e ciò limita l'efficacia di questo tipo di jamming. Malgrado la limitazione, questa tecnica è in grado di rendere una vasta gamma di sensori radar inservibili.
Il "jamming a raffica" o barrage jamming è una tecnica più completa adottata da jammer in grado di trasmettere su più frequenze contemporaneamente. Il vantaggio è quello di poter disturbare più frequenze simultaneamente, ma la contropartita è un effetto di disturbo più limitato, perché richiede al disturbatore di disperdere la sua potenza in uno spettro elettromagnetico più esteso. Di conseguenza, più frequenze vengono trasmesse, minore efficacia si ha su ognuna.

### Tecniche ripetitrici
Il base jamming è un tipo di barrage jamming nel quale viene studiata la modalità di emissione di un singolo radar e ne vengono disturbate le specifiche frequenze. Tutti gli altri radar dello scenario continuano a funzionare regolarmente.
Il DRFM dalla sigla Digital Radio Frequency Memory (memorizzazione digitale della frequenza radio) è la tecnica più sofisticata che consiste nella registrazione del segnale radar ricevuto e ritrasmissione di un'eco manipolato. Il segnale ricevuto viene registrato, modificato e ritrasmesso in modo da cambiare il significato di ciò che il radar riceve. Con questa tecnica si possono ingannare i radar in modo specifico, perché si possono cambiare la distanza, la velocità o l'azimuth della traccia rilevata, rispettivamente modificando il tempo di ritorno, lo spostamento doppler o utilizzando tecniche di modulazione di ampiezza per entrare nei lobi secondari del radar vittima.

## Sistemi di jamming

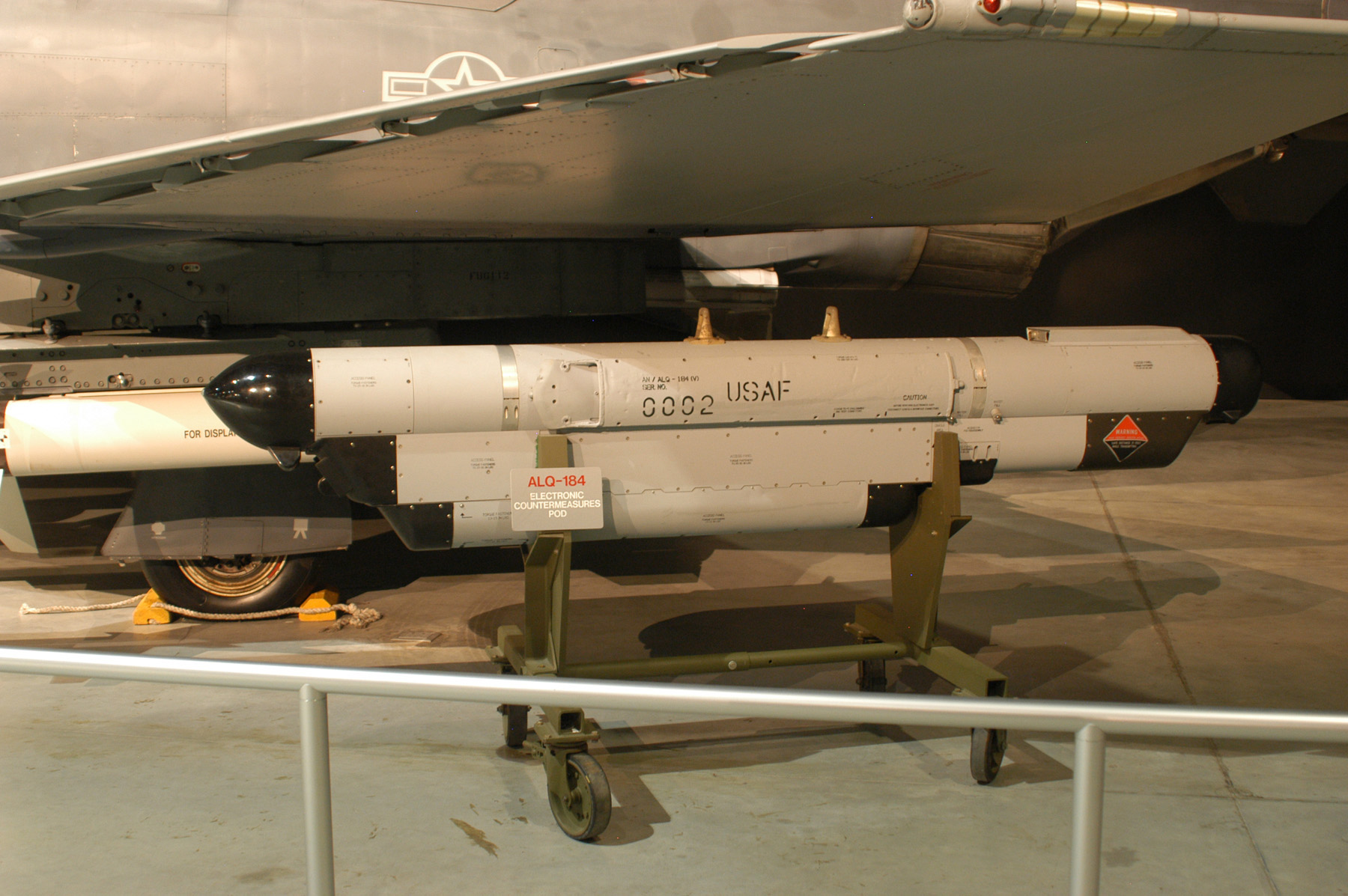
Jamming pod Raytheon AN/ALQ-184 dell'USAF utilizzato su A-10, F-15, F-16

Tra i più noti sistemi per il jamming si possono elencare:
.
- Raytheon AN/ALQ-184: jamming pod subalare utilizzato su A-10, F-15, F-16
- Westinghouse AN/ALQ-131: jamming pod subalare utilizzato su A-10, C-130, F-15, F-16
- Raytheon AN/ALQ-187: Advanced Self-Protection Integrated Suites utilizzato su F-16
- Lockheed Martin (Loral) AN/ALQ-178: Self-Protection Electronic Warfare Suites: utilizzato su F-16 (Turchia, Israele)
- MGARJS: Mobile Ground-to-Air Radar Jamming System

## Jamming accidentale

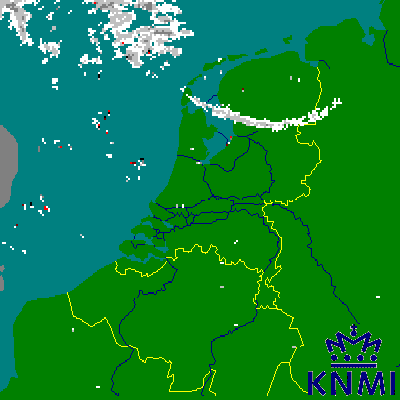
In questa immagine generata da un radar meteorologico, la mezzaluna bianca di echi è causata da chaff utilizzato durante un'esercitazione militare in Olanda.

In alcuni casi, il disturbo può essere causato da emittenti amiche e prende il nome di "jamming accidentale".
Il "jamming meccanico accidentale" è abbastanza comune a causa delle caratteristiche proprie dei disturbi meccanici. Questi agiscono indiscriminatamente sia contro i radar ostili che quelli amici.
Il "jamming elettronico accidentale" può derivare dalle attività di piattaforme di guerra elettronica amiche che siano attive nello stesso scenario operativo di un radar. Gli effetti di questo tipo di jamming accidentale possono essere minimizzati con una buona pianificazione dello scenario elettromagnetico. Malgrado ciò, in alcuni casi gli effetti sono inevitabili.

## Contromisure al jamming
Per limitare gli effetti del jamming i radar moderni adottano la tecnica del frequency hopping, cambiando costantemente le frequenze operative disperdendole su un ampio spettro.
I disturbatori moderni sono in grado di adattarsi al cambio di frequenza dei radar, di conseguenza, maggiore è l'imprevedibilità della scelta delle frequenze radar di trasmissione, maggiore è la capacità di contrastare i disturbatori e riuscire a individuare i bersagli attraverso i disturbi.
Un'altra contromisura messa in atto dai radar, consiste nel nascondere il segnale trasmesso mescolandolo con rumore elettronico generato casualmente, con lo scopo di rendere più difficile al jammer l'individuazione e l'inganno.
È anche importante limitare le comunicazioni radio non criptate e relative al jamming e alla sua efficacia. Il jammer potrebbe essere in ascolto e, avendo riscontro che una tecnica è efficace, potrebbe indicare a più jammers di utilizzare lo stesso metodo.

## Interferenze
Sebbene non causate da nemici, le interferenze possono creare grosse limitazioni agli operatori radar.
Si hanno interferenze quando due radar relativamente vicini operano sulla stessa frequenza. La distanza critica è funzione della potenza. Questa situazione causa il fenomeno dei "conigli che corrono" - "running rabbits" in inglese - un fenomeno che si presenta sugli schermi radar e che può seriamente sporcare uno schermo radar riempiendolo di falsi bersagli. Le interferenze non sono comuni nei radar di terra, poiché non sono di solito schierati vicini. Il fenomeno è molto più possibile nel caso dei radar aerotrasportati o imbarcati su navi, specialmente durante attività di velivoli o navi appartenenti a due nazionalità diverse. Questo tipo di interferenze viene solitamente eliminato agendo sui parametri di trasmissione.
Un altro tipo di interferenza è quello che avviene tra diversi apparati trasmittenti posti su una stessa piattaforma. Un caso è quello in cui i transponder vanno a interferire con il radar di ricerca. Questa interferenza viene eliminata coordinando trasmissione e ricezione tra i vari apparati, cioè interrompendo la ricezione radar per la durata della trasmissione del transponder (in inglese "blanking").
Se non effettuata l'armonizzazione, invece di tracce luminose running rabbit in giro per il display, si avranno zone nere di perdite di segnale. Poiché il radar che effettua l'interrogazione alla quale risponde il transponder non è sincronizzato con il radar di ricerca, cioè ha differente PRF (pulse repetition frequency), queste zone nere appaiono in modo casuale sul display e l'operatore può vedere attraverso e intorno ad esse. L'armonizzazione tra i sistemi trasmittenti di bordo rimane comunque un punto cruciale.
Il radar disturbatore potrebbe essere imbarcato su un aereo appartenente alla stessa formazione, in questo caso, l'armonizzazione tra le frequenze e le regolazioni della sensibilità dei ricevitori assumono un aspetto più complesso, ma fondamentale nei moderni scenari del conflitto elettromagnetico.

## Radar jamming nel mondo civile

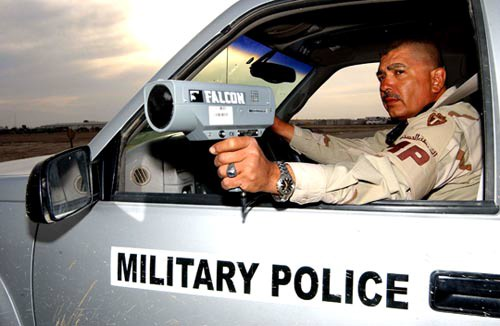
Un sergente U.S. Army usa una pistola radar per il controllo di velocità presso la Tallil Air Base in Iraq.

Esistono in commercio ingannatori ideati per lo scopo di alterare i rilevamenti dei radar utilizzati dalla polizia USA e di alcune nazioni europee (ma non l'Italia) per i controlli di velocità. La tecnologia impiegata è più semplice di quella militare, sebbene spesso illegale. La maggior parte dei dispositivi commercializzati con il nome di "radar jammer", in realtà non utilizza tecniche di accecamento del radar di misura, ma si limita a disturbare il rilevamento, creando un errore che porta a una lettura corrispondente a una velocità minore.